# Finländska mästerskapet i fotboll 1908
Finländska mästerskapet i fotboll 1908 vanns av Sportklubben Unitas. I finalomgången fanns tre Helsingforsklubbar med.

## Finalomgång

### Semifinaler
| Sportklubben Unitas         | Helsingfors FK | 2-2 | 7-4 |
| Helsingfors Polytekniska SK | Reipas         | 4-1 |     |

### Finaler
| Sportklubben Unitas | Helsingfors Polytekniska SK | 4-1 |

- Unitas Helsingfors vinnare av första finländska mästerskapet i fotboll.